# Berfay
Berfay – miejscowość i gmina we Francji, w regionie Kraj Loary, w departamencie Sarthe.
Według danych na rok 2010 gminę zamieszkiwało 369 osób, a gęstość zaludnienia wynosiła 19 osób/km².